# Breznișki Izvor, Pernik
Breznișki Izvor (în bulgară Брезнишки Извор) este un sat în comuna Breznik, regiunea Pernik,  Bulgaria. 

## Demografie
Componența etnică a satului Breznișki Izvor
     Bulgari (94,28%)
     Nicio identificare (5,71%)
     Altele (0%)
La recensământul din 2011, populația satului Breznișki Izvor era de 35 locuitori. Din punct de vedere etnic, majoritatea locuitorilor (94,28%) erau bulgari. Pentru 5,71% din locuitori nu este cunoscută apartenența etnică.